# Bathysauroides gigas
Bathysauroides gigas es la única especie de la familia Bathysauroididae. Se encuentra en el Océano Pacífico, por los lados de Japón y Australia. Esta especie crece hasta 29 centímetros (11 pulgadas) de longitud.
Fue reconocida por primera vez por Toshiji Kamohara en 1952.

### Lectura recomendada
- Masuda, H., K. Amaoka, C. Araga, T. Uyeno and T. Yoshino (1984) The fishes of the Japanese Archipelago. Vol. 1., Tokai University Press, Tokio, Japón. 437 p. (text).
- Eschmeyer, W.N. (ed.) (1998) Catalog of fishes., Special Publication, California Academy of Sciences, San Francisco. 3 vols. 2905 p.
- Hoese, D.F., D.J. Bray, J.R. Paxton and G.R. Allen0 Fishes. In Beasley, O.L. and A. Wells (eds.) Zoological Catalogue of Australia. Volume 35.2 Australia: ABRS & CSIRO Publishing, 1472 p. (Ref. 75154).